# Welcome to Pyongyang Animal Park
Pour plus de détails, voir Fiche technique et Distribution.
Welcome to Pyongyang Animal Park est un film nord-coréen réalisé par Yoon Chan et qui est sorti en 2001. Le film est un des trois films nord-coréens à être projetés au Festival International du Film de Jeonju dans la catégorie des Projections Spéciales.

## Synopsis
L'histoire est le récit de l'accès à la maturité d'une jeune femme nommée Eun-a, qui atteint ses objectifs malgré l’interférence de sa famille. Le film de 120 minutes était originellement été séparé en deux épisodes pour en créer une série télévisée.

## Fiche technique
- Titre original : Welcome to Pyongyang animal park
- Titre français (traduit) : Bienvenue au zoo de Pyongyang
- Réalisation : Yoon Chan
- Pays d'origine : Corée du Nord
- Langue originale : Coréen
- Genre : Comédie dramatique
- Durée : 120 minutes
- Dates de sortie : 2001